# Khensu (län)

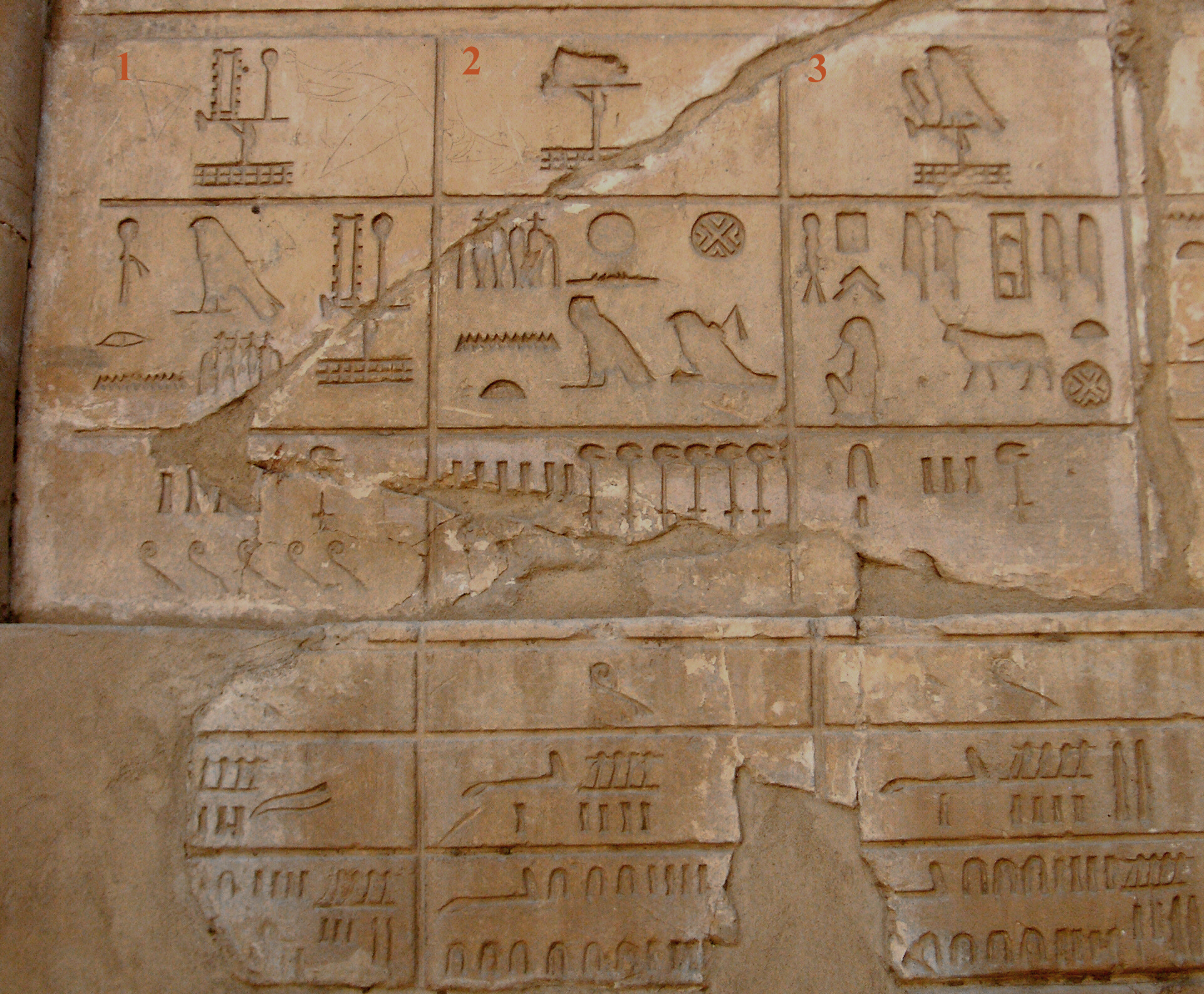
Khensu, län 2 på "Vita kapellets" vägg i Karnak.

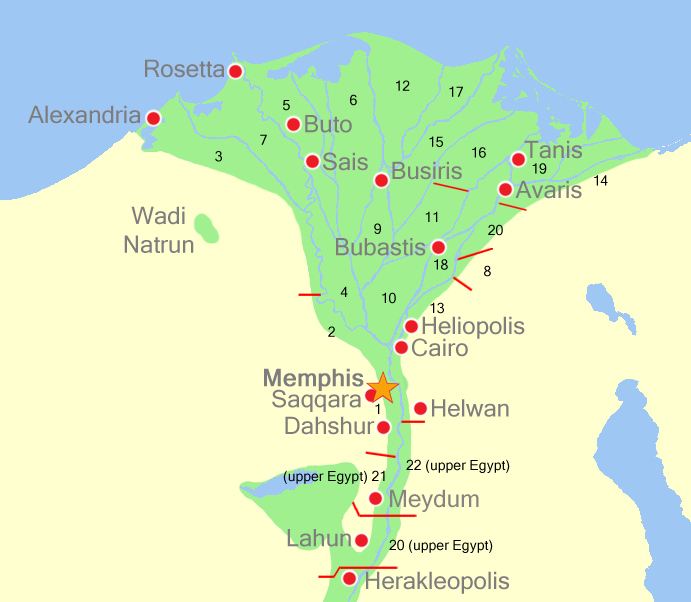
Lägeskarta över nomoi i Nedre Egypten.

Khensu ("Koflank", även Sechem) var ett av de 42 nomoi (länen) i Forntida Egypten.
| F24 · R12 · N24 |

Khensu med hieroglyfer

## Geografi
Khensu var ett av tjugo nomoi i Nedre Egypten och hade nummer två. Länets yta var cirka 6 cha-ta (cirka 21,0 hektar, 1 cha-ta motsvarar 2,75 ha) med en längd om cirka 6 iteru (cirka 63 km, 1 iteru motsvarar 10,5 km). Niwt (huvudorten) var Khem/Letopolis, det vill säga dagens Ausim.

## Historia
Varje län styrdes av en nomark som officiellt lydde direkt under faraon. Varje Niwt hade ett Het net (tempel) tillägnad områdets skyddsgud och ett Heqa het (nomarkens residens). Länets skyddsgud var Horus och bland övriga gudar dyrkades främst Isis och Kherty. Idag ingår området i guvernementet al-Qalyubiyya.